# Uporovo
Uporovo (in russo Упорово?) è un villaggio della Russia asiatica nell'oblast' di Tjumen'; è il centro amministrativo del rajon Uporovskij.
Si trova 4 km a sud del corso del Tobol, 139 km a sud-est di Tjumen'.